# Strawberry (CoCoのアルバム)
『Strawberry』（ストロベリー）は、CoCoのデビューアルバム。1990年3月14日にポニーキャニオンから発売された。

## 解説
- デビューアルバムで、オリコン最高位2位を記録。これは、シングル・アルバム含め自身最高である。

## 収録曲
1. OUT of BLUE 〜ふたりの伝説〜 [4:09]
作詞：和泉ゆかり／作曲：朝倉紀幸／編曲：有賀啓雄
2. EQUALロマンス [4:31]
作詞：及川眠子／作曲：山口美央子／編曲：中村哲
  - デビューシングル。
3. 雨のジェラシー [3:18]
作詞：石川あゆ子／作曲：松本俊明／編曲：有賀啓雄
4. 乙女のリハーサル [4:15]
作詞：及川眠子／作曲：岩田雅之／編曲：中村哲
  - 「EQUALロマンス」のカップリング曲。
5. 天使のチャイム [3:20]
作詞：及川眠子／作曲：山口美央子／編曲：亀田誠治
  - 「はんぶん不思議」のカップリング曲。
6. 春・ミルキーウェイ [4:10]
作詞：吉澤久美子／作曲：小室哲哉／編曲：西脇辰弥
  - 小室のソロ曲「I WANT YOU BACK」の別歌詞バージョン。
7. Misty Heart（Instrumental） [1:57]
作曲：岩田雅之／編曲：十川知司
8. はんぶん不思議 [3:53]
作詞：及川眠子／作曲：岩田雅之／編曲：有賀啓雄
9. さよならから始まる物語 [4:11]
作詞：森本抄夜子／作曲：山口美央子／編曲：十川知司
  - 1番と2番でサビの部分が違い、大サビでその部分が重なってコーラスとなる変わった形式の曲だが、TVはもちろんライブ動画などでも短縮されている場合がある。
10. 夢は眠らない [4:34]
作詞：及川眠子／作曲・編曲：亀田誠治